# Steiermarks Grand Prix
Steiermarks Grand Prix var et Formel 1-løb, som blev kørt på Red Bull Ring i Spielberg, Østrig. Løbet blev kørt for første gang i 2020 og for sidste gang i 2021.

## Historie
Steiermarks Grand Prix, opkaldt efter den østrigske delstat Steiermark, hvor Red Bull Ring er placeret, blev oprettet ved 2020 sæsonen, som en af erstatningerne for de aflyste ræs som resultat af coronaviruspandemien. Der blev dermed holdt 2 ræs på Red Bull Ring i sæsonen, da Østrigs Grand Prix også blev holdt.
Det var intentionen, at Steiermarks Grand Prix kun skulle holdes et år, men efter at coronavirusrestriktioner igen skabte aflysninger, blev Steiermarks Grand Prix igen introduceret i 2021 sæsonen.
Steiermarks Grand Prix blev dog ikke inkluderet i kalenderen for 2022 sæsonen, og Østrigs Grand Prix er nu igen det eneste grand prix som køres på Red Bull Ring.

## Vindere
| År   | Kører          | Konstruktør    | Rapport |
| ---- | -------------- | -------------- | ------- |
| 2021 | Max Verstappen | Red Bull-Honda | Rapport |
| 2020 | Lewis Hamilton | Mercedes       | Rapport |